# Вендоне
Вендоне (итал. Vendone) је насеље у Италији у округу Савона, региону Лигурија.
Према процени из 2011. у насељу је живело 431 становника. Насеље се налази на надморској висини од 360 м.

## Становништво
| 1931. | 1936. | 1951. | 1961. | 1971. | 1981. | 1991. | 2001. | 2011. |
| ----- | ----- | ----- | ----- | ----- | ----- | ----- | ----- | ----- |
| 560   | 551   | 509   | 454   | 390   | 368   | 359   | 431   | 403   |